# Riku Korhonen
Riku Korhonen (Turku, 3 febbraio 1972) è uno scrittore finlandese.

## Biografia
Nato nel 1972 a Turku, prima di lavorare stabilmente come scrittore ed editorialista, Korhonen ha insegnato finlandese alle scuole superiori e scrittura creativa all'Università di Turku. 
Il suo primo romanzo ha vinto il prestigioso premio letterario del quotidiano finlandese Helsingin Sanomat nel 2003. 
La sua seconda opera, Lääkäriromaani, lo ha imposto come uno dei principali scrittori della sua generazione, vincendo il premio Kalevi Jäntti per giovani scrittori e l'edizione 2010 del Premio letterario dell'Unione europea.
Autore di poesie, racconti e romanzi, tiene una rubrica fissa sul quotidiano Helsingin Sanomat.

## Opere
- Kahden ja yhden yön tarinoita (2003)
- Savumerkkejä lähtöä harkitseville (2005)
- Lääkäriromaani (2008)
- Hyvästi tytöt (2009)
- Nuku lähelläni (2012)
- Emme enää usko pahaan (2016)